# José Pablo Cantillo
José Pablo Cantillo (Marshfield, Wisconsin, 30 de marzo de 1979) es un actor estadounidense de ascendencia costarricense. José (conocido como "Joey" cuando estudiaba en la escuela secundaria) creció en Terre Haute, Indiana, y asistió a Terre Haute Sur Vigo High School donde fue un destacado tenista durante los cuatro años de estudios. Asistió a la Universidad de Indiana, y se graduó en 2002 con una doble licenciatura en Finanzas y Marketing.
Después de hacer Off-Broadway, en Nueva York, Cantillo hizo papeles como invitado en series de televisión populares desde principios de 2000 hasta el presente. Después de 2006, comenzó a recibir papeles secundarios y grandes. En la serie The Walking Dead interpretó a Martínez, uno de los habitantes y soldados de Woodbury y mano derecha de El Gobernador. En Law & Order: Special Victims Unit se encargó de interpretar a José Vargas y en CSI Miami interpretó a Juan Fernández. También trabajó en varios episodios de la serie Sons of Anarchy interpretando el papel de Héctor Salazar.

## Filmografía

### Cine
| Año  | Título                   | Rol               | Notas                 |
| ---- | ------------------------ | ----------------- | --------------------- |
| 2004 | The Manchurian Candidate | Villalobos        |                       |
| 2005 | Shackles                 | Gabriel García    |                       |
| 2006 | Crank                    | Ricky Verona      |                       |
| 2006 | The Bondage              | Spider            |                       |
| 2007 | Cleaner                  | Miguel            |                       |
| 2007 | Disturbia                | Oficial Gutiérrez |                       |
| 2007 | After Sex                | Marco             |                       |
| 2008 | Redbelt                  | Snowflake         |                       |
| 2009 | Streets of Blood         | Pepe              |                       |
| 2009 | Crank: High Voltage      | Ricky Verona      |                       |
| 2009 | Virtuality               | Manny Rodríguez   | Película              |
| 2013 | Elysium                  | Sandro            |                       |
| 2014 | Solace                   | Sawyer            | Película              |
| 2015 | Chappie                  | Amerika           | Película              |
| 2015 | Cuentos de halloween     | Dutch             |                       |
| 2017 | Zygote                   | Quinn             | Corto cinematográfico |
| 2021 | Copshop                  | Oficial Peña      | Película              |

### Televisión
| Año       | Título                            | Rol                    | Notas                                                                                                  |
| --------- | --------------------------------- | ---------------------- | --- |
| 2003      | Law & Order: Criminal Intent      | Jack Martínez          | 1 episodio                                                                                             |
| 2003      | Law & Order: Special Victims Unit | Wilberto 'Wille' Ángel | 1 episodio                                                                                             |
| 2004      | ER                                | Juan Enríquez          | 1 episodio                                                                                             |
| 2005      | Medical Investigation             | Rick Hain              | 1 episodio                                                                                             |
| 2005      | CSI: Miami                        | Juan Fernández         | 1 episodio                                                                                             |
| 2005      | Crossing Jordan                   | Danny Artega           | 1 episodio                                                                                             |
| 2005      | Nip/Tuck                          | Marlon Ramírez         | 1 episodio                                                                                             |
| 2006      | Bones                             | José Vargas            | 1 episodio                                                                                             |
| 2006–07   | Standoff                          | Duff González          | Temporada 1 (recurrente; 18 episodios)                                                                 |
| 2007      | Eyes                              | Francisco López        | 1 episodio                                                                                             |
| 2007      | The Unit                          | Rock                   | 1 episodio                                                                                             |
| 2008      | CSI: Crime Scene Investigation    | I.A. Oficial Gálvez    | 1 episodio                                                                                             |
| 2008      | Monk                              | Carlos                 | 1 episodio                                                                                             |
| 2008      | The Shield                        | Amando Ríos            | 2 episodios: Episodio: "Genocide" (temporada 7, episodio 4) "Animal Control" (temporada 7, episodio 6) |
| 2009      | The Closer                        | Enrique Santos         | 1 episodio                                                                                             |
| 2009      | Lie To Me                         | Amadeo Valadez         | 1 episodio                                                                                             |
| 2010      | Hawthorne                         | Manny Rodríguez        | 1 episodio                                                                                             |
| 2010      | Sons of Anarchy                   | Héctor Salazar         | 9 episodios                                                                                            |
| 2012-2013 | The Walking Dead                  | Caesar Martínez        | Recurrente (Temporadas 3-4, 13 episodios)                                                              |
| 2013      | The Mentalist                     | Angel                  | 1 episodio                                                                                             |
| 2013      | Twisted Tales                     | Ricardo                | 1 episodio                                                                                             |
| 2014      | Rush                              | –                      | 1 episodio                                                                                             |
| 2014–15   | Constantine                       | Hugo Lopez             | 2 episodios                                                                                            |